# Mikhail Gerdzjikov
Mikhail Ivanov Gerdzjikov (bulgarsk: Михаил Иванов Герджиков tr. Mikhail Ivanov Gerdzjikov ; født i 26. januar 1877 i Plovdiv, Det Osmanniske Rige død 18. marts 1947 i Sofia, Folkerepublikken Bulgarien) var en bulgarsk revolutionær og anarkist.
Han studerede på det franske universitet i Plovdiv, hvor han fik kælenavnet "Michel". Han startede sine revolutionære aktiviteter som student i 1893, som leder af den Hemmelige Makedonske Revolutionære Komite. Senere studerede han i Schweiz (Lausanne og Geneve), hvor han knyttede tætte forbindelser med de revolutionære immigranter og etablerede den såkaldte Geneve-gruppe, en udløber af den hemmelige komite.
Gerdzjikov var under stærk anarkistisk indflydelse og afviste den nationalisme for etniske minoriteter i det Osmanniske Rige, og arbejdede for alliancer med almindelige muslimer mod Sultanatet og ideen om en Balkan Føderation. I 1899 vendte han tilbage til Balkan og arbejdede som lærer i Bitola. Gerdzjikov blev medlem af den Internationale Makedonske revolutionære Organisation og nær ven af Georgi Deltjev (Gotse Deltjev). Han var hjernen bag bondeoprøret Ilinden-Preobrazjenie i juli 1903, et oprør mod de ottomanske autoriteter i Thrakien. Gerdzjikovs styrker, ca. 2.000 dårlig bevæbnede folk, lykkedes at etablere en anarkistisk kommune. I 1919 blev Sammenslutningen af anarkistiske kommunister i Bulgarien oprettet på en kongres, der blev åbnet af Gerdzjikov. I 1925 var han blandt grundlæggerne af den Interne makedonske revolutionære forening i Wien.
Gerdzjikov havde store forventninger til det nye socialistiske styre efter 1944, men blev hurtigt skuffet over det nye regime.
Han døde i 1947 i Sofia.